# John Chilver-Stainer
John Chilver-Stainer is een Schotse golfbaanarchitect. 
Chilver-Stainer, B.Sc., M.I.C.E. is ingenieur. 

## Zijn banen
Een onvolledige lijst van banen zijn door hem ontworpen of aangepast:
Zwitserland
- Aaretal Golf Club in Kiesen, 9 holes, 2000
- Golfclub Domat/Ems , Graubünden, samen met Mario Verdieri (3x 9 holes op 600m hoogte)
- Golfclub Gstaad - Saanenland, 18 holes
- Interlaken Golf Club in Unterseen
- Leuk Golf Club in Leuk, 18 holes
- Golf Club Limpachtal in Aetingen
- Matterhorn Golf Club in Zermatt, 9 holes  op 1400m hoogte
- Golfclub Rastenmoos in Neuenkirch, 9 holes
- Golf Rheinfelden in Rheinfelden, 9 holes
- Golfplatz Sagogn-Schluein, 2009
- Golf Club de Sierre in Granges, 9 holes in het Rhônedal

Schotland
- Whitehill House Golf Course  in Rosewell, Midlothian (18 holes)

Spanje
- Playitas Grand Resort , Fuerteventura, Canarische Eilanden (18 + 9 holes)